# Pierre Moulis
Pierre Moulis ou l’Abbé Moulis est un religieux, écrivain et résistant français originaire du département de l’Aude.

## Biographie
Pierre Moulis naît à Camurac le 24 décembre 1872. Il est ordonné prêtre le 19 décembre 1896. Dans un premier temps, il se consacre aux paroisses des villages de La Fajolle et de Belfort-sur-Rebenty puis guidera les fidèles de Belvis, pendant plus de quarante ans, jusqu’à sa mort.
Pendant la Seconde Guerre mondiale, il est en relation avec le maquis de Picaussel sous le pseudonyme de « Rémi ». L'abbé Moulis fit preuve d’un dévouement exemplaire pour son village, allant même jusqu’à s’opposer à l’occupant pour protéger des familles sur le point d’être arrêtées.
D’un caractère bien trempé, ses rixes avec le maire, sur la place du village pour l’entretien de son église, sont mémorables. Son comportement aurait, dit-on, inspiré certaines scènes du personnage de fiction de Don Camillo. Il meurt subitement à Belvis le 8 janvier 1948 à l'âge de 75 ans.

## Œuvre
Il fait une étude à la fois politique, historique, religieuse, démographique et économique de ce haut-plateau pyrénéen qu'est le Pays de Saultsitué aux confins sud-ouest du département de l'Aude.

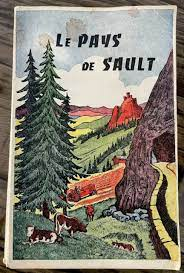
Couverture du livre de l'Abbé Moulis

Cet énorme travail de recherche dont il n’y a, à l’époque, aucun précédent fait encore office de référence aujourd’hui. Son livre  « Le Pays de Sault : recherches historiques » réédité en 2009 demeure une véritable encyclopédie de la région . Ses recherches feront autorité dans des publications scientifiques officielles. Son travail est celui d'un ethnographe. Précis jusque dans les moindres détails, il sera repris dans de nombreux ouvrages comme source référente de la vie et de l'histoire des villages. Il part du Moyen Âge jusqu'au début du XXe siècle.

## Hommages
Le 14 août 2022, plus de 70 ans après sa mort, afin d’honorer sa mémoire, son buste en bronze réalisé par l’artiste Bernard Romain sera installé devant l’église de Belvis, en présence de la population du plateau de Sault et des deux maires respectifs des deux villages de Belvis et Camurac : Georges Ramon et Bernard Vaquié.

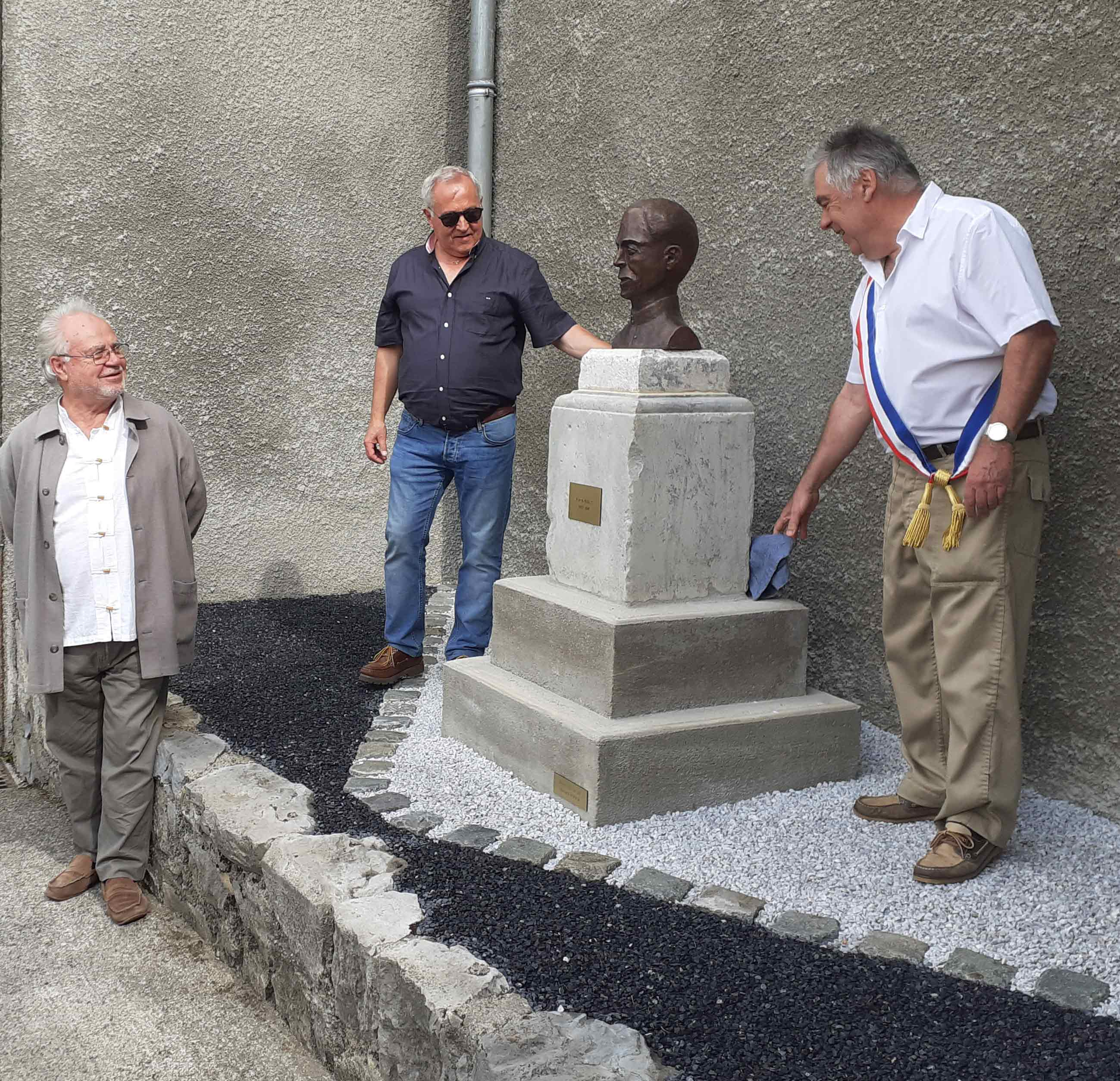
inauguration du buste